# 田中敦子 (画家)

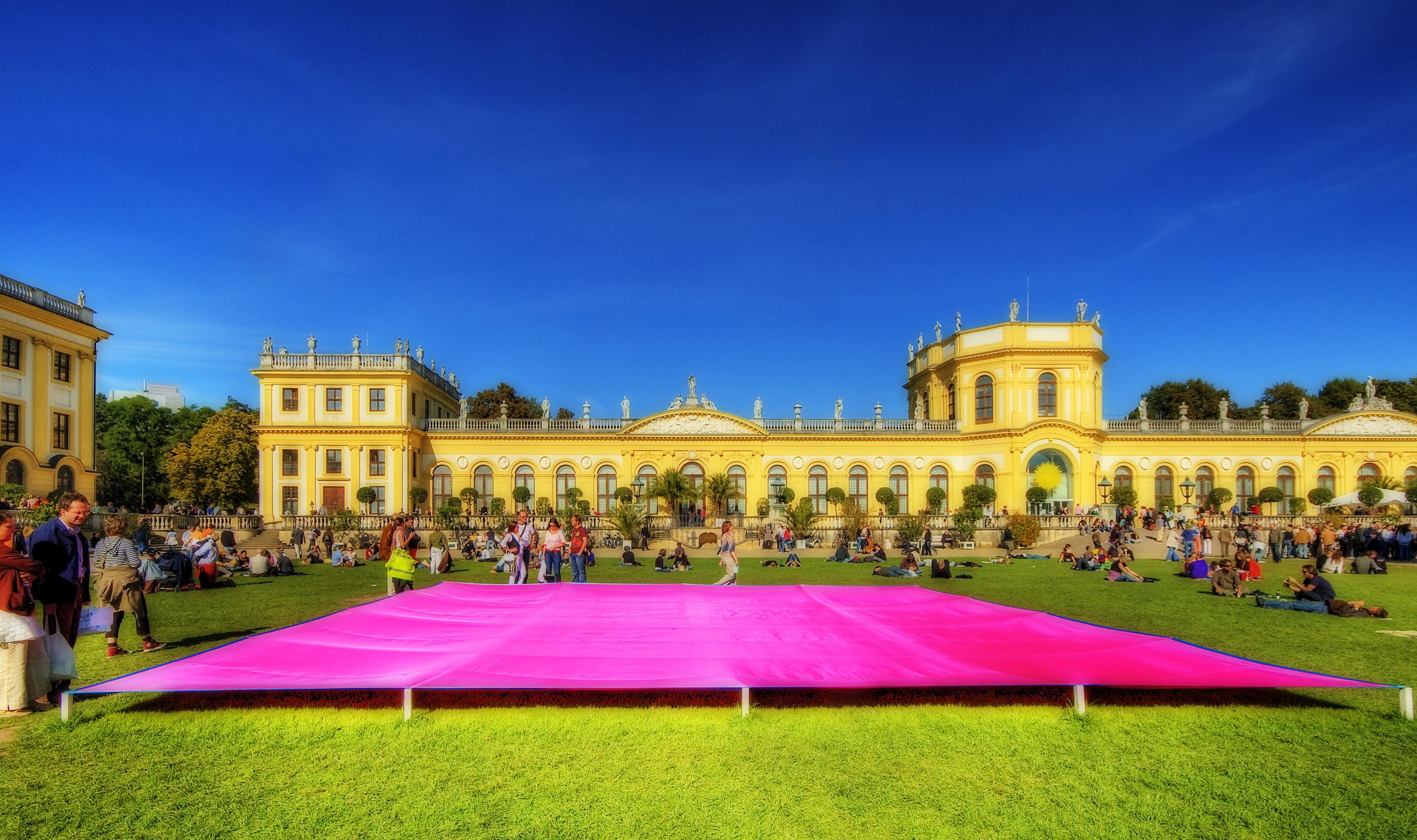
2007年の第12回ドクメンタで展示された田中敦子の作品（1955年発表、2007年再制作）

田中 敦子（たなか あつこ、本名：金山敦子（かなやま あつこ、1932年2月10日 - 2005年12月3日）は、初期具体美術協会メンバーの美術家。体中に電球や蛍光灯を纏った『電気服』の作品で知られる。草間弥生、オノヨーコに並ぶ偉才と評された。夫は画家の金山明。

## 来歴
大阪府出身。1951年、京都市立美術大学（現在の京都市立芸術大学）中退の後、大阪市立美術館付設美術研究所に学ぶ。同研究所に通っていた、後の夫・金山明の助言により抽象画に興味を持つようになる。1952年、金山明、白髪一雄、村上三郎らと「0会」結成。1953年から1955年頃は、布に数字を書き、一旦裁断し再びつないだ作品を作る。
1955年、吉原治良が主導する具体美術協会に金山明、白髪一雄、村上三郎らと共に入会。同協会の主要メンバーになる。同年、壁際の床に2メートル間隔で置かれた20個のベルが順に鳴り響く作品「ベル」を発表。1956年、電球と管球を組み合わせ明滅する光の服に見立てた「電気服」（高松市美術館が再制作品を所蔵）を発表。翌年の1957年、大阪市の産経会館で開催された「舞台を使用する具体美術」展で、田中は実際に舞台で着用しパフォーマンスをし、話題を集めた。1965年、具体美術協会を退会。
絵画作品は、「電気服」などのオブジェと同様、色彩豊かな円と曲線が絡み合う前衛的作風で知られ、1993年には第45回ヴェネツィア・ビエンナーレに出品、2001年は芦屋市立美術博物館と静岡県立美術館でそれぞれ大規模な個展を開き、絵画とオブジェで独特の精神世界を表現するなど国際的な評価を得ている。
奈良県明日香村のアトリエで絵画の制作を続け、ギャラリー HAM等で発表をしていたが、2005年12月3日、肺炎のため奈良市の病院で死去した。73歳没。

## 作風
田中敦子を始めとする具体美術協会の作品は現在は抽象表現主義に位置付けられているが、かつては「抽象表現主義の亜流」と欧米の批評家から評されていた。田中は、芸術作品がどのように現れるべきであるか、あるいは「為される」べきかという従来の概念を拒否した 。田中の作品は、抽象画、彫刻、パフォーマンスの他、織物やドアベル、電球などの日用品を特徴としたインスタレーションなどがある。1955年に制作された作品の1つ「ベル」は、ギャラリーの境界を囲み配置した電気のベルの一群で構成されている。1955年に創作されたもう一つの作品、「作品（黄色い布）」は、黄色く染められた長い無地の布をギャラリーの壁に貼り付け、その形態や表象から人間のいかなる影響も取り除いた「絵画」を作った 。1956年制作のステージ衣装は、布と電球をかぶせた巨大な棒人間状のものに、長さ30フィート（9.1 m）の大きな赤い衣類で構成された。これは具体の公演でも身に着けていた複合的な衣装で、田中は各レイヤーを剥がし、素早く衣装チェンジをした。 田中は文字通り自身の体を芸術作品とし、自身をパフォーマンスの一部とした。
田中の最も有名な作品は、「電気服」（1956年）である。それは電線と電球色の電球からなるブルカのような衣装の作品であり、彼女は展覧会でそのドレスを着ていた。「電気服」の着想は、ネオンライトで照らされた医薬品広告からであり、かさばった外観は身体の回路でもあり衣装のようでもある。この作品はまばらに点灯し、エイリアンのような生物の感覚を放つ。そして田中は「花火のように点滅する」と言う。具体のアーティストによると、田中の作品は戦後の日本の急速な変化と都市化を象徴している。田中が初めて「電気服」を着たとき、彼女の顔と手だけが見えた。
彼女は作品を身に着け、スイッチをつけた時に恐怖に気が付いた：「私はふと考えた。これは死刑囚のようではないか？」。
2000年代、田中の作品は、東京都現代美術館、京都国立近代美術館、名古屋 のギャラリー HAM 、ニューヨーク大学美術館のグレイ・アート・ギャラリーやポーラ・クーパー・ギャラリー、オーストリアのインスブルックにあるGalerie im Taxispalaisをはじめ、国内外の数多くの美術館で展示された。ニューヨークのグレイ・アート・ギャラリーは、田中の具体時代に焦点を当て、具体のムーブメントの映像とドキュメンテーション、さらに「電気服」の再制作もコレクションしている。2005年、バンクーバーのブリティッシュ・コロンビア大学のモリス・アンド・ヘレン・ベルキン・アート・ギャラリーで、田中の重要な展覧会「Electrifying art: Atsuko Tanaka, 1954-1968」を開催した。2007年、ドイツのカッセル で開催された国際展「 ドクメンタ 12 」では、「電気服」やその他の作品が展示された。
田中敦子の作品は、国際的に重要とされているニューヨーク近代美術館（MOMA）などでパブリックコレクションされている。MOMAのオンラインコレクションには、1964年の作品「無題」（キャンバスに樹脂）をはじめ、8作品が掲載されている。MOMAのオンラインの解説では、この作品は333.4 x 225.4 cmで「田中のパフォーマンス「電気服」から発展」した、「床に敷かれたキャンバス上で、アーティストの動きによるレイヤーと色とりどりのアクリル絵の具のビビットな記録」である。

## 関連作品

### 平面作品
- 『光と熱を描く人 /田中敦子と金山明のために』（森村泰昌作、2010年）

### ドキュメンタリー映画
- 『田中敦子 もうひとつの具体』（監督岡部あおみ、1998年）

### アニメ
- 『びじゅチューン! 電気さえあれば』（井上涼作、2021年）